# Fuji Speedway
Fuji Speedway es un autódromo que se encuentra en Shizuoka, al pie del monte Fuji. Albergó el Gran Premio de Japón de Fórmula 1 en 1976, 1977, 2007 y 2008. El Campeonato Mundial de Resistencia ha visitado la pista desde 1982 hasta 1988, y luego a partir de 2012 hasta la actualidad. También recibe habitualmente a campeonatos locales y nacionales, entre ellos el Campeonato Japonés de Sport Prototipos, el Campeonato Japonés de Gran Turismos y la Fórmula Nippon.
La pista fue diseñada para ser una pista de carreras enorme, de 33,3 km con una largada de 10 km pero no hubo suficiente presupuesto para completar el proyecto, y solo fue diseñada una sexta parte.
El circuito abrió sus puertas en diciembre de 1965, y se demostró que era una pista peligrosa, ya que en ella se dieron muchos casos de accidentes. El trazado construido era de 6 km, con una recta principal de 2 km, y la primera curva peraltada en bajada. A causa de esto, se eliminó el primer sector del antiguo circuito en 1975, y finalmente quedó con la longitud de 4,359 km.
El fabricante de automóviles japonés Toyota Motor Corporation compró el complejo en el año 2000.

## Historia

### 1963-1979: lanzamiento de la F1 en Japón
Fuji Speedway Corporation fue fundada en 1963, como parte de la creación de Japón NASCAR Corporation. Al principio, el circuito estaba previsto celebrar competiciones de la serie NASCAR en Japón. Por lo tanto, el trazado fue originalmente diseñado para ser un circuito de 4 km (2,5 millas) convirtiéndose en un Superspeedway, pero no había suficiente dinero para completar el proyecto, por lo tanto solo una parte de trazado (del que en un principio se convertiría en un circuito oval) se había diseñado, aun así el resto del previsto diseño del trazado nunca se completó. La Mitsubishi Estate Co. había invertido en el circuito y tomó el derecho para su gestión en octubre de 1965.
Con la construcción de un circuito permanente, el circuito fue inaugurado en diciembre de 1965 y al principio resultó ser un poco peligroso con unos cambios realizados a los peraltes con regularidad, y como resultado de accidentes graves.
Vic Elford recuerda:
"En 1969 pasé dos meses en Japón hice un contrato para una prueba para Toyota en un coche Toyota 7 (5 litros V-8), junto con un Nissan (6,3 litros V-12), de pruebas para las competiciones de la serie CanAm. En mi última prueba que realicé entonces fue en el siguiente coche deportivo GP estaba se encontraba en Fuji, pero el recorrido de la pista se ha ejecutado en el sentido de las agujas del reloj. La razón por la pista era tan terrible, es que en el final de la recta al irse acercando al peralte, había una cresta ciega cuando ibas entre los 190/200 kilómetros por hora haciendo que el peralte se redujera. Como en otras pistas (Daytona, Monthlery, etc) al emplazarse por el peralte, uno de los resultados fue que, aunque había muchos pilotos japoneses valientes no había demasiados pilotos para tener la gran habilidad tomar la curva y el número de muertos de aquella curva fue horrible. A tal punto que el gran 7 coches de GP fueron prohibidos después en Japón y, por lo tanto, Nissan o Toyota y nunca llegaron a la CanAm."

#### Prueba No puntuable del campeonato USAC IndyCar y el Primer Gran Premio de Japón de Fórmula 1
De nuevo se reconstruyó el circuito para contrarrestar el problema, y el resultante fue un trazado de 4.359 kilómetros (2.709 millas) supuestamente ha tenido más éxito. En 1966, la pista acogió por primera vez la USAC IndyCar, siendo esta parte del calendario de la organizada por USAC como una prueba fuera del campeonato, ganando Jackie Stewart. El circuito atrajo la primera competencia de Fórmula 1 a Japón para el final de la temporada 1976. La carrera tuvo una dramática batalla por el campeonato del Mundo entre James Hunt y Niki Lauda, y en condiciones de una terrible lluvia, Hunt ganó los puntos suficientes para quedarse con el título. Mario Andretti ganó la carrera, con el retiro de Lauda debido a las condiciones peligrosas.
Hubo menos celebración tras la segunda versión del Grann premio de Japón de 1977 como cuando Gilles Villeneuve estuvo involucrado en un accidente que mató a dos espectadores en el lado de la pista, lo que lleva a la Fórmula 1 dejar el trazado. Cuando Japón volvió para ostentar una nueva prueba en el calendario de F1 diez años más tarde, fue Suzuka elegida en su lugar. La F1 no volvería a Fuji hasta 2007.

### 1980-2000: celebración de pruebas nacionales
Fuji siguió siendo trazado para celebrar otras competiciones nacionales. Asimismo, el Campeonato Mundial de Resistencia de la FIA disputó los 1000 km de Fuji entre 1982 y 1988, y el Campeonato Mundial de Turismos visitó la pista en 1987. Las velocidades siguieron siendo muy altas, por lo que se decidió agregarle dos chicanes a la pista una de ellas ubicada un poco más allá de la curva de la primera horquilla, y la segunda en la entrada curva más grande, y a su vez haciéndola muy rápida al final de la 300R. Pero incluso con estos cambios, la característica principal de la pista mantuvo sus 1,5 km (0,93 millas) en la recta principal, haciendo dicha recta una de las más largas en todos los deportes motor.
La larga recta también ha sido utilizada para otras carreras de resistencia. La exposición de la NHRA realizó una en 1989, y en 1993 Shirley Muldowney realizó una prueba de cuarto de milla en Fuji. Las carreras de cuarto de milla siguen siendo las principales competencias locales del circuito. La pista siguió siendo utilizada para los campeonatos nacionales japoneses de coches, pero los planes para haber organizado un evento de la CART en 1991 fueron abandonados y no fue sino hasta el 2000 que la mayoría de las terrenos aledaños a la pista fueron comprada por Toyota a la prefectura de Mitsubishi, como parte de sus planes para las competencias de coches en el futuro.
El 3 de mayo de 1998 se produjo un múltiple grave accidente de coche durante una vuelta de calentamiento antes de una de una prueba del campeonato de la JGTC. La causa fue un coche que se sobrepasó dos veces la velocidad recomendada en plena lluvia torrencial. El piloto de uno de los coches Ferrari en pista, Tetsuya Ota sufrió graves quemaduras en todo el cuerpo después quedar atrapado en su coche durante casi 90 segundos. Uno de los conductores de un Porsche, Tomohiko Sunako se fracturó la pierna derecha.

### 2001-presente: las renovaciones al trazado

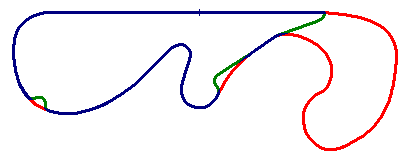
Trazado original del Fuji Speedway Primer diseño en color rojo (1965-1975), Segundo diseño en color Verde (1976-2004)

En 2003 el circuito se cerró para dar cabida a una importante remodelación de la pista, tomando un rediseño hecho por Hermann Tilke. La pista fue reabierta para el 10 de abril de 2005. El circuito albergó para su primer evento el campeonato de Fórmula 1 después de 29 años el 30 de septiembre de 2007. En circunstancias similares al primer Gran Premio de Fuji en 1976, la carrera se corrió bajo una intensa lluvia y niebla, y las primeras 19 vueltas se corrieron bajo el coche de seguridad, dicha carrera fue ganada por Lewis Hamilton.
El circuito siempre ha alojado el histórico Festival NISMO para los corredores de Nissan, ya que la adquisición y renovación hecha en 2003, hizo que dicho evento tuviese lugar en el Circuito de TI Aida. Cuando el festival regresó en 2005, los organizadores permitieron que el propietario del circuito presentara el coche Toyota 7 que se alguna vez se ha´bia proyectado para correr con sus pilotos en la antigua CanAm para volver a promulgar el GP de Japón en dicha pista. Toyota también ha organizado su propio evento histórico una semana antes del Festival NISMO llamado Toyota Motorsports Festival. Cerca al circuito, derivado supuestamente para rehabilitar un trazado cercano, el cual se le dio una renovación bajo la supervisión del "Drift King", Keiichi Tsuchiya. El corto trazado cercano fue construido bajo la supervisión de la obra del anterior dueño y director del equipo Super GT Masanori Sekiya que no es un jefe de seguridad del Centro de Educación de Toyota, como un mini- circuito. Además de los deportes motor, Fuji también acoge el Festival de Música de Udo.
La única vez que el circuito ejecutó competencias en sentido inverso al curso habitual, se dio durante el Grand Prix F1 y según Keiichi Tsuchiya el sentido del nuevo diseño significó la reducción de la velocidad, lo que lo hizo menos propicio y sin rumbo. La serie ha recibido como prueba desde el 2003, con la excepción en la época del cierre de 2004, el circuito se convirtió en primer lugar en un circuito de nivel internacional y el primero de los tres en el que se celebrara en una prueba de F1. El curso se inicia desde la sección de 300R, pasando a través de la horquilla, luego a través de 100R y terminando más allá de la curva Coca Cola. Con la remodelación, como los coches ya no funcionan en el Downbank (La curva peraltada), las grandes velocidades que antes eran registradas se han reducido desde entonces, la curva de la colina toma la difícil salida en una notable desaceleración. Como parte de las renovaciones de 2003, la mayoría de las zonas aperaltadas de la parte antigua de la pista fueron demolidas. Solo una pequeña parte sigue siendo parte del trazado como un recuerdo hasta nuestros días. Después de la concesión como Grand Prix entre 2007 y 2008, y la eventual planificación de la alternación entre Suzuka y Fuji, se había definido que por la situación económica de 2009, dicho acuerdo de la alternación no fuera realidad.
El circuito continua usándose para campeonatos nacionales japoneses, entre ellos el Campeonato Japonés de Gran Turismos y la Super Fórmula Japonesa. También alberga anualmente, a nivel internacional, el Campeonato Mundial de Resistencia de la FIA (FIA WEC), siendo Toyota el crédito local.

### El circuito en videojuegos y simuladores
El circuito es muy conocido por los amantes del Pole Position dado que fue el primer circuito que apareció en un videojuego.
También puede recorrerse el mismo, en su formato actual, en el videojuego GTR2 para PC, (no es una de las pistas originales del videojuego, pero puede obtenerse en foros de la comunidad en línea).
También ha aparecido en los siguientes videojuegos: Pole Position II, Project Cars 2, Top Gear, TOCA Race Driver, Gran Turismo 4: Prologue, Gran Turismo 4, Tourist Trophy, Gran Turismo 5: Prologue, Gran Turismo (PSP), Gran Turismo 5, Gran Turismo 6, Gran Turismo Sport y Gran Turismo 7. Como contenido descargble gratuito está disponible en los siguientes videojuegos: F1 Challenge '99-'02, Grand Prix Legends, rFactor, GTR 2-FIA GT Racing Game, GT Legends, Assoluto Racing y Race 07. Es contenido descargable de pago en iRacing y Grid Legends.

## Curvas
1. 第一コーナー / First Corner 27R / Primera Curva 27R
2. 75R
3. コカ・コーラコーナー / Coca Cola Corner 80R / Curva Coca Cola 80R
4. 100R
5. ヘアピンコーナー / Hairpin Corner 30R / Curva Hairpin 30R
6. 120R
7. 300R
8. ダンロップコーナー / Dunlop Corner 15R / Curva Dunlop 15R
9. Siro Corner / Curva Siro
10. 45R
11. ネッツコーナー / Netz Corner 25R / Curva Netz 25R
12. パナソニックコーナー / Panasonic Corner 12R / Curva Panasonic 12R

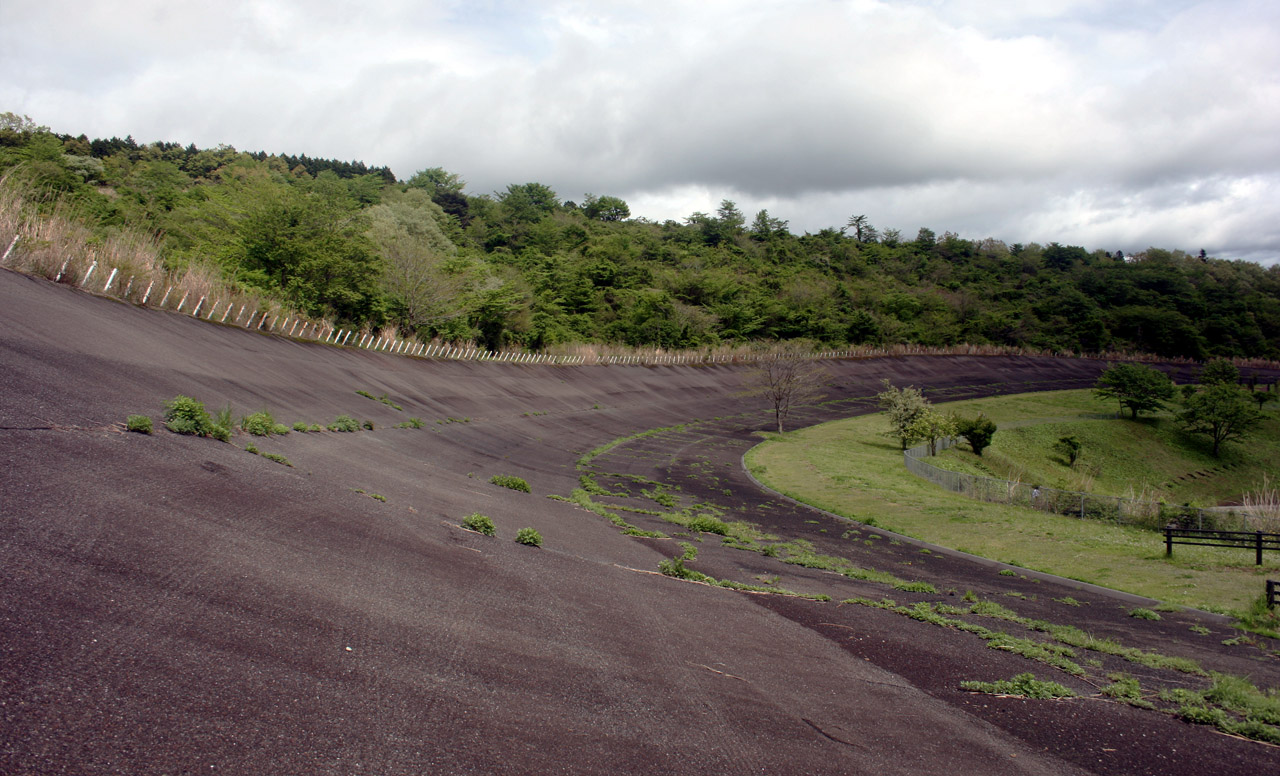
Zona antigua de la curva 30.º (La última curva original era aperaltada)
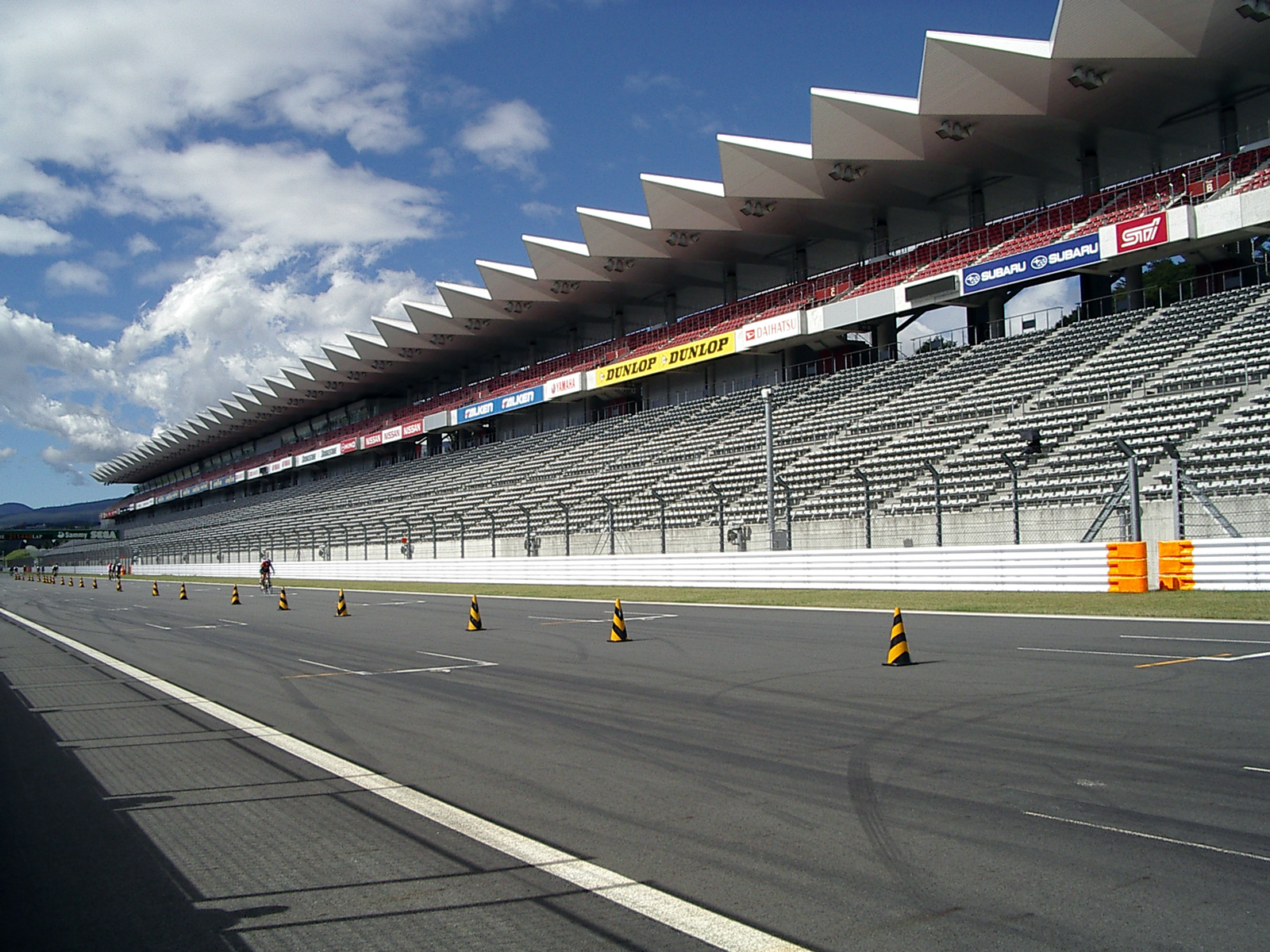
Reconstrucción de la tribuna original para el año 2000
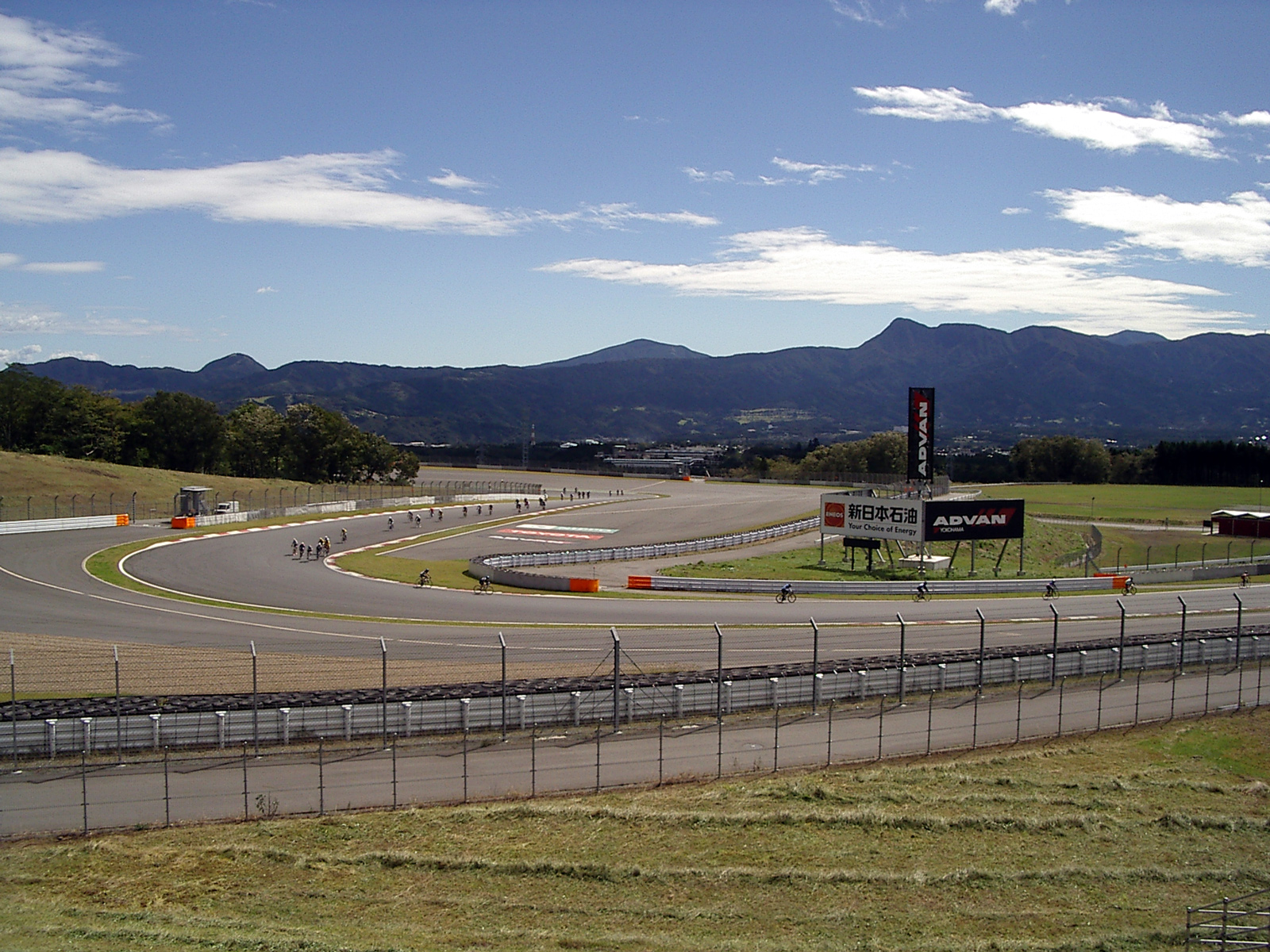
Curva Hairpin
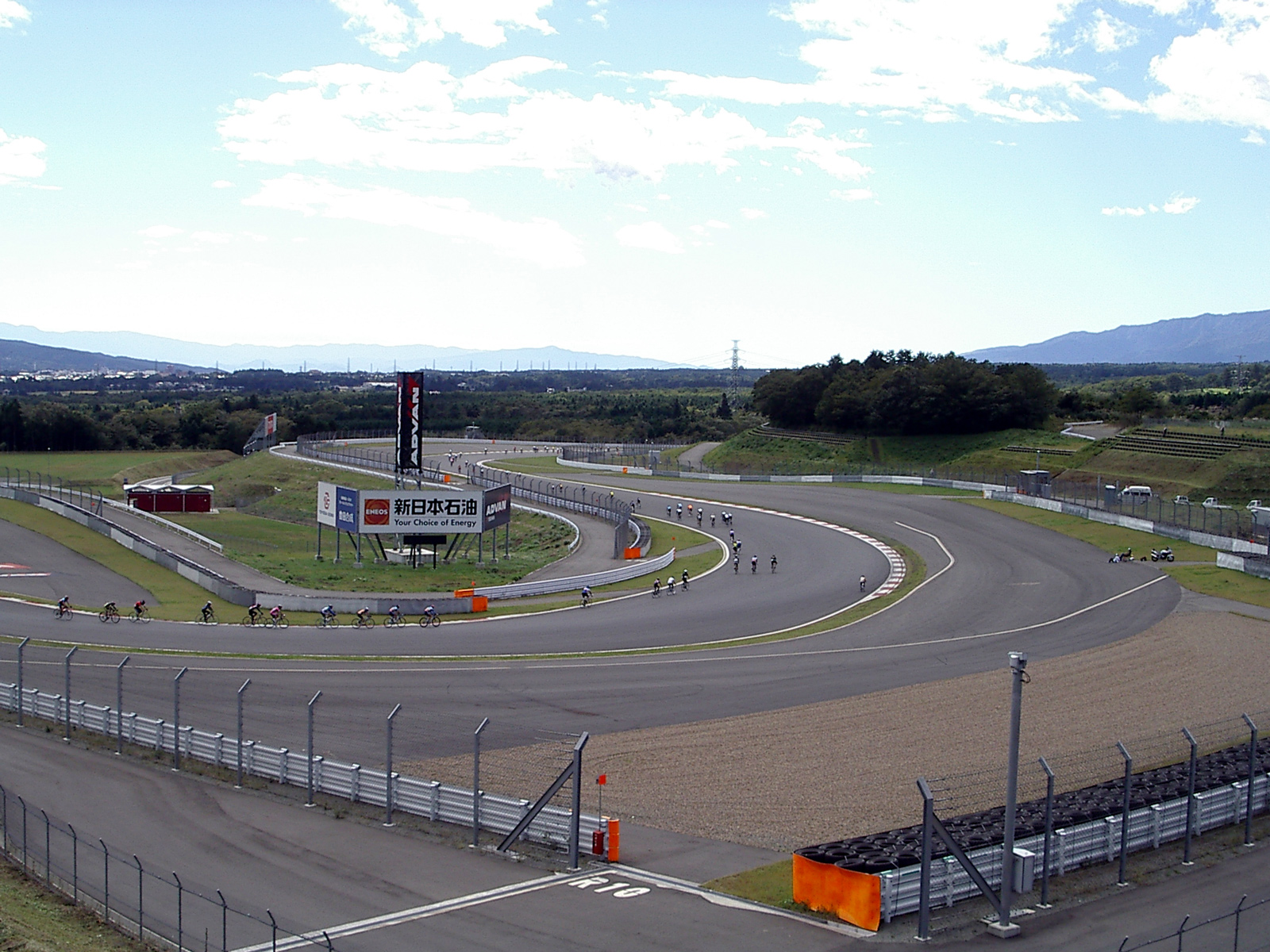
Curva 5.º o segunda Hairpin
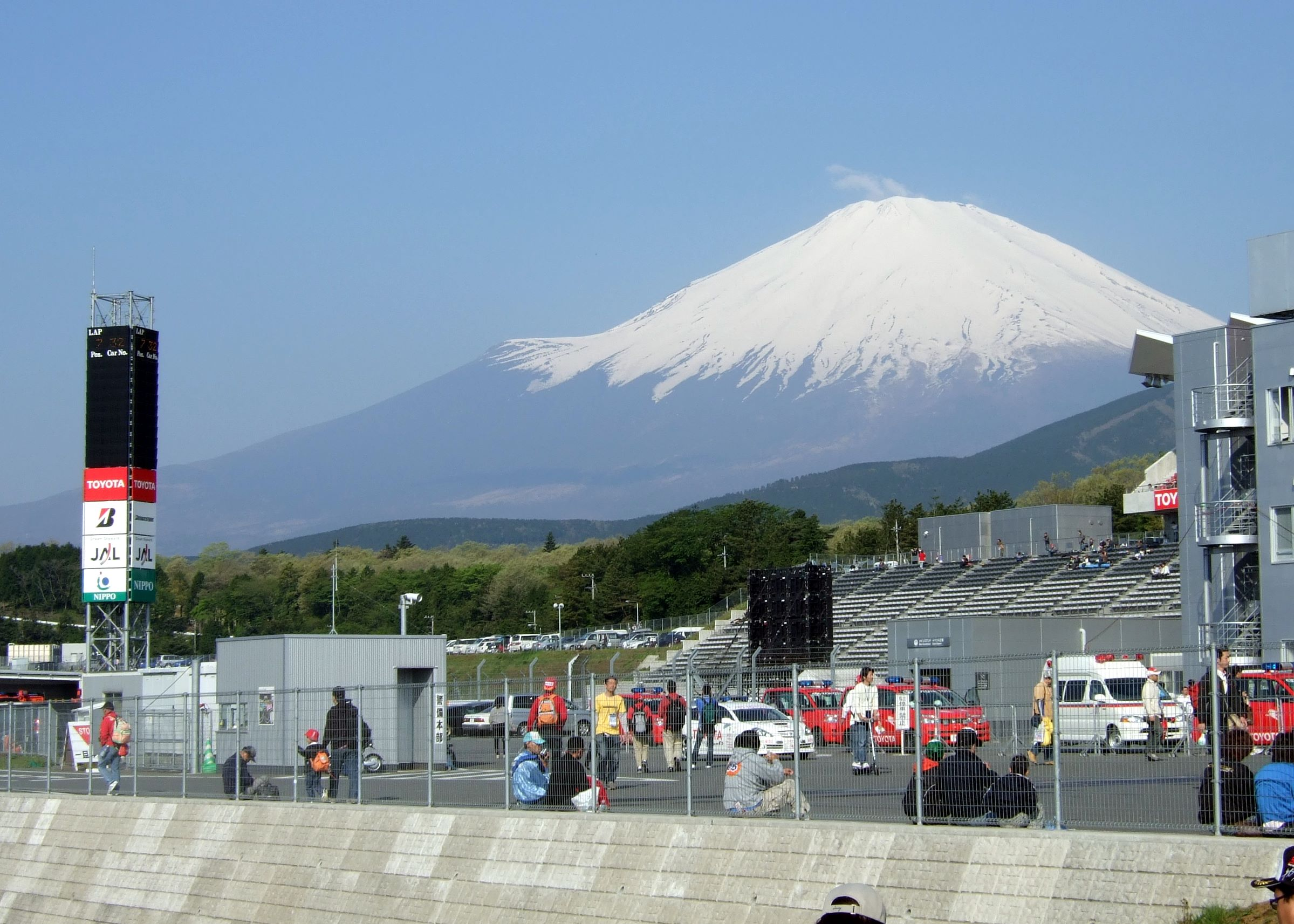
Monte Fuji

## Apariciones en videojuegos
- En Gran Turismo 4, se puede transitar tanto por el trazado antiguo sin chicane (1974-85), como por el actual con chicane (1986-92) y en el más nuevo de 2005 en sus dos versiones, con chicanes y sin chicanes.
- En el TOCA Race Driver se puede circular por el trazado en su versión más nueva de 1993-2004.
- En el Tourist Trophy también se puede recorrer el circuito.
- En el Grand Prix Legends aparece el circuito original de 1967. (mapa del circuito Archivado el 5 de marzo de 2016 en Wayback Machine.)
- Y en Project Cars 2 aparece este circuito también
- Está disponible en Gran Turismo Sport para PlayStation 4 desde su actualización 1.28.
- Desde la actualización 2.10 de noviembre de 2021, el circuito está disponible en el juego para móviles Assoluto Racing
- En el nuevo Assetto Corsa EVO, en desarrollo en mayo de 2025, aparece también, se puede ver en la web del juego.

## Juegos Olímpicos de Tokio 2020
Durante el Ciclismo en los Juegos Olímpicos de Tokio 2020, la pista fue parte del recorrido y meta de las carreras ciclistas de ruta y contrarreloj en masculino y femenino.